# エンシェーピング
エンシェーピング（スウェーデン語: Enköping）は、スウェーデンのウプサラ県にある都市で、エンシェーピング市の市庁所在地である。人口は2万5071人（2020年）。

## 地理
ストックホルムの西78km、メーラレン湖のほとりに位置する。一帯には多くの都市が集中し、1965年には市街の半径120km圏内にスウェーデン総人口の3分の1が集中している事実が判明した。市のスローガンもずばり「スウェーデンにもっとも近い都市」である。

## 歴史

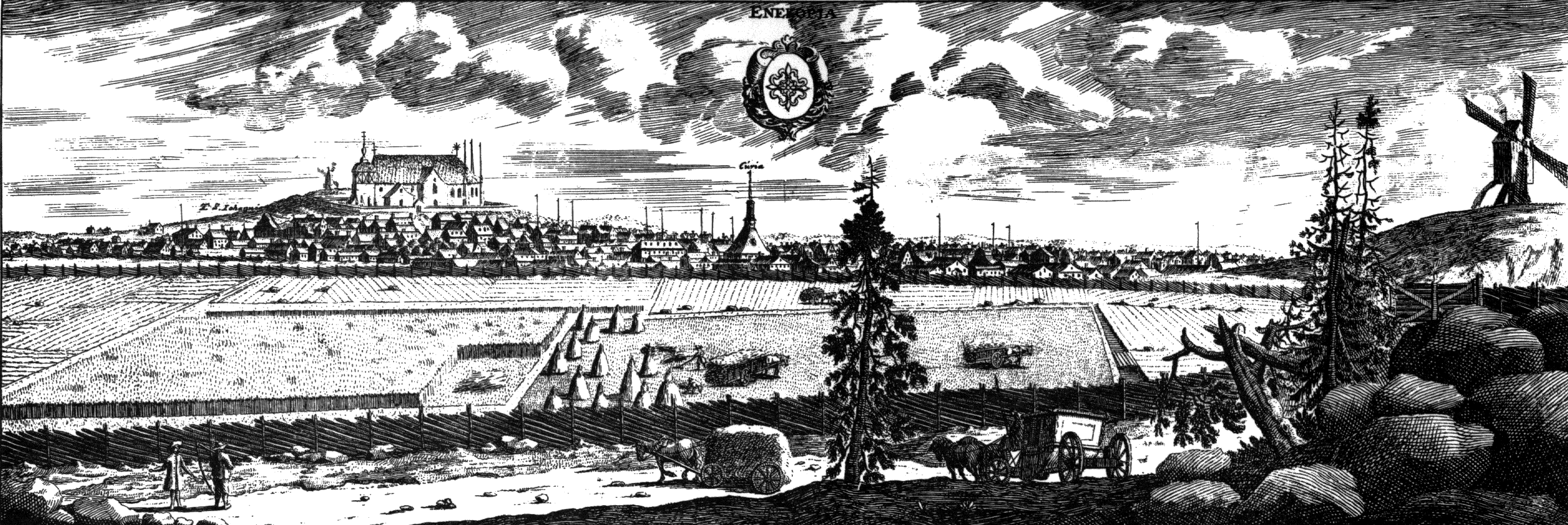
1700年前後の市街

青銅器時代の岩絵が郊外で見つかっているが、市に関する記録は13世紀まで現れない。湖畔の肥よくな土壌ゆえ、辺りは豊かな穀倉地帯として発展、市街も交易の十字路としての役割を担った。後世にはストックホルムやヴェステロースなどの主要都市とのあいだにメーラル鉄道や欧州ルートE18号線が開通した。数軒の工場や病院のほか、スウェーデン陸軍の統制・電子戦センターが置かれている。

## ゆかりの人物
- アメーリア・アンデシュドッテル - 政治家
- エリン・ラント - 歌手[2]
- ラーシュ - 13世紀のスウェーデン大司教。この地の修道院に眠る

## スポーツ
サッカーのエンシェーピングSKの本拠地である。